# نینتندو ۲دی‌اس
نینتندو ۲دی‌اس (به انگلیسی: Nintendo 2DS) یک کنسول بازی دستی است که شرکت نینتندو آن را در ۲۸ اوت ۲۰۱۳ معرفی کرد و تاریخ عرضه آن ۱۲ اکتبر ۲۰۱۳ می‌باشد.
این دستگاه یک نینتندو ۳دی‌اس ایکس‌ال می‌باشد که صفحه نمایش بالایی آن قابلیت برجسته‌بینی را ندارد و همچنین این دستگاه به جای مدل کتابی ۳دی‌اس، شبیه به یک تبلت بوده و لولا ندارد.
به گفته رجی فیلس-امای مدیر نینتندو آمریکا، ایده ۲دی‌اس از پیام هشدار برای مصرف‌کنندگان جوانتر آمده، زیرا ۳دی‌اس برای ۷ سال و بالاتر می‌باشد.